# Kreiz Breizh Elites
A Kreiz Breizh Elites é uma competição de ciclismo profissional por etapas francesa que se disputa na zona de Kreiz Breizh (região histórica de Bretanha), no final do mês de julho.
Começou-se a disputar em 2000 como corrida amador. Desde o 2008 faz parte do UCI Europe Tour dentro da categoria 2.2 (última categoria do profissionalismo).
Finaliza na população de Rostrenen.

## Palmarés
Em amarelo: edição amador.
| Ano  | Ganhador              | Segundo              | Terceiro           |
| ---- | --------------------- | -------------------- | ------------------ |
| 2000 | Cédric Hervé          | David Le Lay         | Sébastien Coué     |
| 2001 | Marc Staelen          | Yoni Beauquis        | Lionel Brignoli    |
| 2002 | Alexandre Naulleau    | Pierre Drancourt     | Benny de Schrooder |
| 2003 | Lloyd Mondory         | Denis Kudashev       | Jérémy Roy         |
| 2004 | Cyrille Monnerais     | Lionel Faure         | David Lample       |
| 2005 | Mathieu Ladagnous     | Benoît Sinner        | Johan Lindgren     |
| 2006 | Sjoerd Botter         | Romain Lebreton      | Yannick Flochlay   |
| 2007 | Kalle Kriit           | Tanel Kangert        | Rein Taaramäe      |
| 2008 | Blel Kadri            | Martin Pedersen      | Yannick Marie      |
| 2009 | Antoine Dalibard      | Fabien Patanchon     | Janek Tombak       |
| 2010 | Johan Le Bon          | Vincent Ragot        | Jean-Lou Paiani    |
| 2011 | Laurent Pichon        | Moreno Hofland       | Thomas Kvist       |
| 2012 | André Steensen        | Yoann Paillot        | Florent Gougeard   |
| 2013 | Nick van der Lijke    | Vegard Stake Laengen | Nicolas Vereecken  |
| 2014 | Matteo Busato         | Fraude Roosen        | Andreas Hofer      |
| 2015 | August Jensen         | Élie Gesbert         | Stéphane Poulhiès  |
| 2016 | Jeroen Meijers        | Clément Mary         | Jérémy Bescond     |
| 2017 | Jonas Gregaard Wilsly | Niklas Eg            | Rasmus Guldhammer  |
| 2018 | Damien Touzé          | Connor Swift         | Lennert Teugels    |
| 2019 | Mathijs Paasschens    | Martijn Budding      | Maxime Cam         |

## Palmarés por países
| País          | Vitórias |
| ------------- | -------- |
| França        | 11       |
| Países Baixos | 4        |
| Dinamarca     | 2        |
| Estónia       | 1        |
| Itália        | 1        |
| Noruega       | 1        |